# Turnham Green metróállomás
A Turnham Green a londoni metró egyik állomása a 2-es és 3-as zóna határán, a District line és kora reggel, illetve késő este a Piccadilly line érinti.

## Története
Az állomást 1869. január 1-jén adták át a London and South Western Railway részeként. 1963. június 23-ától csúcsidőn kívül a Piccadilly line megállójaként is üzemel.

## Forgalom
| Járat | Útvonal | Gyakoriság                         |
| ----- | --- | ---------------------------------- |
|       | Upminster – Upminster Bridge – Hornchurch – Elm Park – Dagenham East – Dagenham Heathway – Becontree – Upney – Barking – East Ham – Upton Park – Plaistow – West Ham – Bromley-by-Bow – Bow Road – Mile End – Stepney Green – Whitechapel – Aldgate East – Tower Hill – Monument – Cannon Street – Mansion House – Blackfriars – Temple – Embankment – Westminster – St. James’s Park – Victoria – Sloane Square – South Kensington – Gloucester Road – Earl’s Court – West Kensington – Barons Court – Hammersmith – Ravenscourt Park – Stamford Brook – Turnham Green – Chiswick Park – Acton Town – Ealing Common – Ealing Broadway | 10 percenként                      |
|       | Upminster – Upminster Bridge – Hornchurch – Elm Park – Dagenham East – Dagenham Heathway – Becontree – Upney – Barking – East Ham – Upton Park – Plaistow – West Ham – Bromley-by-Bow – Bow Road – Mile End – Stepney Green – Whitechapel – Aldgate East – Tower Hill – Monument – Cannon Street – Mansion House – Blackfriars – Temple – Embankment – Westminster – St. James’s Park – Victoria – Sloane Square – South Kensington – Gloucester Road – Earl’s Court – West Kensington – Barons Court – Hammersmith – Ravenscourt Park – Stamford Brook – Turnham Green – Gunnersbury – Kew Gardens – Richmond                         | 10 percenként                      |
|       | Cockfosters – Oakwood – Southgate – Arnos Grove – Bounds Green – Wood Green – Turnpike Lane – Manor House – Finsbury Park – Arsenal – Holloway Road – Caledonian Road – King’s Cross St. Pancras – Russell Square – Holborn – Covent Garden – Leicester Square – Piccadilly Circus – Green Park – Hyde Park Corner – Knightsbridge – South Kensington – Gloucester Road – Earl’s Court – Barons Court – Hammersmith – Turnham Green – Acton Town (– tovább Uxbridge, Heathrow felé) | kora reggel és késő este pár darab |

## Átszállási kapcsolatok
| Állomás       | Átszállási kapcsolatok       |
| ------------- | ---------------------------- |
| Turnham Green | Helyi buszok (Turnham Green) |

## Fordítás
- Ez a szócikk részben vagy egészben  a   Turnham Green tube station című angol Wikipédia-szócikk fordításán alapul.  Az eredeti cikk szerkesztőit annak laptörténete sorolja fel. Ez a jelzés csupán a megfogalmazás eredetét és a szerzői jogokat jelzi, nem szolgál a cikkben szereplő információk forrásmegjelöléseként.